# 서황
서황(徐晃, ? ~ 227년)은 중국 후한 말 ~ 삼국 시대 위나라의 장군으로 자는 공명(公明)이며 사례 하동군 양현(楊縣) 사람이다. 양봉 휘하에 있다가 조조에게 귀순한 후 맹활약하여 오자양장 중 한 명으로 평가받았다. 특히 번성 전투에서 관우를 물리쳐 절체절명의 위기에 빠졌던 조인을 구했다. 용병은 불필요한 소모는 피하면서도 일단 호기를 잡으면 집요하게 파고 들었다.

## 생애

### 양봉 휘하에서
하동군의 관리로서 이각의 부하 양봉을 섬기며 공적을 세워 기도위에 임명되었다. 195년(흥평 2년) 이각과 곽사의 내전으로 수도 장안이 혼돈에 휩싸였다. 서황은 양봉에게 헌제를 모시고 낙양으로 돌아가자고 진언하였다. 이런저런 일들을 겪은 끝에 헌제 일행은 황하를 건너 안읍(安邑, 지금의 산시성 샤현)에 당도했고 서황은 도정후(都亭侯)에 봉해졌다. 196년(건안 원년) 헌제는 마침내 낙양으로 돌아왔고 양봉은 하남윤 양현(梁縣, 지금의 허난성 루저우시)에 주둔했다. 서황은 양봉에게 조조와 손잡을 것을 제안하였다. 조조는 양봉을 지원하는 척하면서 헌제를 허창으로 빼돌렸다. 양봉이 후회하며 조조와 격돌했으나 무참히 깨지고 원술에게로 달아났다. 서황은 조조에게 귀순했다.

### 이적 후 종횡무진
하남윤 권현(卷縣)과 원무현(原武縣)을 평정하고 비장군(裨將軍)을 받았다. 198년 여포 토벌에 참여해 따로 조서(趙庶), 이추(李鄒) 등을 항복시켰다. 199년 사환, 조인과 함께 하내군의 수고(휴고)를 쳐부수고 참하였다. 200년 서주에서 거병했던 유비를, 백마(白馬, 지금의 허난성 화현)에서 원소의 선봉장 안량을, 연진(延津)에서 문추를 칠 때도 활약하고 편장군이 되었다. 유벽, 유비 등이 여남군 은강현(㶏彊縣) 등 허도 근방을 교란하기에 조홍과 같이 가 축비(祝臂)를 무찔렀다. 순유가 한순(한맹)의 운송대를 습격하자며 적임자로 서황을 추천했다. 사환과 함께 가 그 물자들을 불사르고 도정후에 봉해졌다.
204년 조조가 업을 포위해두고 한단현(邯鄲縣)을 함락하였다. 역양현령(易陽―) 한범(韓範)은 일단 항복했다가 다시 무기를 들었다. 이를 서황이 맡았는데 편지를 단 화살을 날려 설득하였다. 한범은 무기를 내렸고 서황은 조조에게 “원담과 원상이 아직 망하지 않았고 많은 성들이 추세에 귀를 기울이고 있습니다. 지금 역양을 밀어버린다면 다른 성들은 죽음을 불사할 것이고, 항복을 허락한다면 우러러보지 않는 성이 없을 것입니다.”라 견해를 밝혔다. 조조가 옳다 하였다. 이어서 복병을 활용한 기습으로 모성(毛城)도 접수하였다. 205년 남피(南皮)에서 원담을 격멸하는 데 공을 세우고 평원국의 잔당들도 소탕하였다.
207년 백랑산(白狼山)에서 답돈을 정벌할 때도 따라가 횡야장군(橫野―)에 임명되었다. 208년 형주 정벌을 수행하여 중려(中廬), 임저(臨沮, 지금의 후베이성 위안안 현), 의성(宜城) 방면을 정리하였다. 만총과 한진(漢津)에서 관우를 물리치고 조인과 더불어 강릉(江陵, 지금의 후베이성 징저우 구)을 방어했으나 주유에게 패하였다.

### 관서에서의 활약
211년 태원군 대릉현(大陵縣)을 근거지로 들고일어난 상요(商曜)를 하후연의 지휘 하에 진압하고 참하였다. 조조군의 한중을 향한 기동에 위협을 느낀 한수와 마초 등 관중의 세력들이 동관(潼關)으로 동진해왔다. 서황은 분음현(汾陰縣, 지금의 산시성 완룽현)에 머무르며 하동군을 진무(鎭撫)하였다. 7월(음력) 조조가 대군을 이끌고 동관 앞에서 대기하자 관중군도 황하 서쪽을 비우고 남쪽에 전력을 집중하였다. 서황이 포판진(蒲坂津)을 건너 그 서쪽을 확보하겠다며 병사를 청하니 조조가 승낙하였다. 밤중에 주령과 아울러 보병, 기병 4,000명으로 황하를 넘어갔다. 해자와 울짱을 미처 완성하지 못했는데 5,000명으로 강습해온 양흥을 격퇴하였다. 하후연과 같이 우부풍 유미(隃麋, 지금의 산시성 첸양현)·견현(汧縣, 지금의 산시성 룽현)의 저족을 평정하고 안정(安定)에서 조조와 합류하였다. 섣달 조조는 업으로 귀환하고 서황은 하후연 등과 장안에 남았다. 212년 부(鄜), 하양(夏陽)의 잔당들을 처치하고 양흥을 베었다.
215년 장로 정벌에 종군하였다. 별도로 독(櫝), 구이(仇夷)의 저족들을 깨트리고 평구장군(平寇―)으로 옮겼다. 장순(張順)의 포위를 풀고 진복(陳福) 등 30여 둔을 격파하였다. 이번에도 하후연 밑에 남아서 한중을 수비하였다. 유비가 진식 등 10여 영을 보내 마명각도(馬鳴閣道)를 확보하려는 것을 분쇄하였다. 조조가 그 잔도는 한중의 험하고 중요한 목구멍과 같은 곳이라며 크게 칭찬하였다.

### 번성 구원
219년(건안 24년) 번성(樊城)의 조인을 뒷받침하여 남양군 완현(宛縣)에 주둔했다. 8월(음력) 억수로 불은 한수에 우금군은 수몰당하고 번성과 양양성은 관우에게 포위당했다. 서황에게 조인을 구하라는 명령이 떨어졌지만 다수가 신병이라 육탄전을 치르기 어려워 일단 양릉피(陽陵陂)에 진을 쳐놓고 조인에게 원병이 왔다는 사실만 알렸다. 장수들은 얼른 나아가지 않는다고 비난과 불평을 쏟았다. 조엄이 ‘열흘 내로 증원군이 올 것이니 그 후에 안팎에서 치고 나가야 한다. 만약 늦어져 처형된다면 자신의 목숨을 대신 내놓겠다’며 진정시켰다. 10월 과연 조조가 서상(徐商)·여건 등을 보내와 병마가 전부 집결하면 전진하라 하였다. 이내 은서(殷署)·주개(朱蓋) 등의 열두 영도 도착했고, 동소의 조언을 채택한 조조의 지시에 따라 손권이 강릉과 공안(公安)으로 진격한다는 것까지 조인과 관우에게 알렸다.
그러는 사이 거짓으로 해자를 파며 언성(偃城)의 뒤를 끊는 척하였다. 언성의 관우군이 진지를 불태우고 철수하였다. 양릉피와 언성을 연결하고 점차 전진하여 관우군의 포위망에 3장(丈) 거리까지 다다랐다. 관우군은 위두(圍頭)와 사총(四冢)에 진영이 있었다. 위두를 친다고 선전하고는 사총을 강타하였다. 사총의 급작스런 사태에 관우가 몸소 보병과 기병 5,000명을 데리고 달려왔다. 서황이 여지없이 박살 내고 그대로 포위망 깊숙이까지 짓쳐 들어가 모두 무너트렸다. 마피(摩陂)로 개선하자 조조가 7리 밖에서 맞이하고 성대한 연회를 베풀어 노고를 치하하였다.

### 형주에서의 활약
220년(연강 원년) 조비가 조조를 이어 위왕에 올라 서황을 우장군에 앉히고 녹향후(逯鄕侯)로 진봉하였다. 얼마 안 가 황제에 즉위하고 양후(楊侯)로 올려 봉했다. 정남장군(征南―) 하후상, 건무장군(建武―) 맹달과 함께 상용(上庸)으로 가 유봉을 축출했다. 221년(황초 2년) 조인과 힘을 합쳐 진소(陳邵)를 물리치고 양양을 되찾았다. 222년 조비가 남정을 개시하여 서황도 조진, 하후상, 장합과 더불어 남군을 포위했지만 함락시키지 못하고 돌아왔다. 앞뒤를 정확히 알 수 없는 황초 연간에 양평(陽平)을 진수하며 양평후로 이봉됐다. 226년 조비가 죽고 조예가 황위를 계승해 어수선한 틈을 타 양양으로 북진해온 제갈근을 무군대장군(撫軍―) 사마의 아래서 격퇴하고 식읍 200호를 하사받아 총 3,100호가 되었다. 227년(태화 원년)에 병사해 시호는 장후(壯侯)라 했다.

## 성품과 평가
검약하며 언행을 조심히 하였다. 스스로 말하기를 ‘옛사람들은 명군을 만나지 못할까 걱정했는데 자신은 다행히 조조를 받들게 됐으니 그저 공을 세우는 데 진력할 뿐 사사로운 영예가 무슨 필요’냐며 파벌을 넓히지 않았다. 공과 사도 구분하여 평소부터 경애한 관우의 머리에 나라의 일이라며 스스럼없이 상을 내걸기도 하였다. 군을 이끌 때는 항상 멀리까지 적정을 살펴 이기지 못할 것 같으면 꼬라박지 않고 기다렸다 싸웠으며 승세를 타 추격을 하면 장병들에게 밥 먹을 틈도 주지 않았다. 군중에서 ‘식사 시간조차 없는 것은 다 서황 때문이다.’며 불평할 정도였는데 서황은 웃으며 “내가 너희들의 솥이라도 깨부쉈느냐.”고 받아치고는 했다.
관우를 깨트렸을 때 조조는 “나의 30년 용병 인생과 역사 속의 용병술을 통틀어 봐도 멀리까지 달려가 바로 여러 겹의 포위망 속으로 냅다 뛰어들어 붕괴시킨 이는 없었다. 게다가 번성과 양양성이 겪은 포위는 거성(莒城)과 즉묵성(即墨城)이 악의에게 당한 것보다도 심했으니 장군의 공은 손무와 전양저를 뛰어넘는다.”고 치켜세웠다. 또 집결한 여러 군대를 둘러보면서 서황의 군영만이 정연하게 자리를 지키는 것을 보고는 "서황은 주아부의 풍격이 있다고 할 만하다."며 감탄하였다. 진수는 조조 휘하의 훌륭한 장수로는 장료, 악진, 우금, 장합, 서황 5명이 으뜸이라고 평하였다.

## 삼국지연의
사서가 아닌 소설 《삼국지연의》에서는 대부(大斧;큰 도끼)를 자주 휘두른다. 헌제가 장안을 벗어나다가 곽사의 습격으로 위기에 빠진 순간 양봉이 나타나 곽사를 쫓아낸다. 이때 양봉의 부하로서 곽사의 부장 최용(崔勇)을 단 1합 만에 쓰러트리며 첫 등장한다. 헌제를 돕다가 배신한 이락도 1합에 고꾸라트린다. 면식이 있던 만총의 설득에 응해 조조에게 귀순하되 양봉과 한섬을 살해하자는 제안은 섬겼던 사람에게 그럴 수 없다며 거절해 의사라 칭송받는다. 이후 여러 전투에서 공을 세운다.
백마 전투에서 안량에게 일대일로 대항하나 20합 이상을 당해내지 못하고 도망친다. 한맹의 운송대를 엄습해 그 물자들을 소각한다. 여양 전투에서 원담의 부하 왕소(汪昭)를 벤다. 업 전투에서는 심배를 사로잡는다. 남피 전투에서도 팽안(彭安)과 일대일로 붙어 참한다. 적벽 대전에서의 참패로 인해 죽기 살기로 퇴각하는 조조를 장료, 장합, 허저 등과 함께 온갖 고생 끝에 지켜낸다. 동작대 완공 기념 파티에서 조휴, 문빙, 조홍, 장합, 하후연과 아울러 활 솜씨를 뽐낸다.
장안을 거쳐 동관으로 진군해오는 마초를 막으러 조홍과 서황이 급파된다. 최소 10일만 사수하라는 명에 따라 관문을 닫아건 채 버티기에 들어가니 마초가 관 아래로 와 매일 조조 3대를 욕한다. 그때마다 못 참고 출격하려는 조홍을 가까스로 말린다. 9일째 되는 날 군량과 말꼴을 점검하느라 미처 신경을 못 쓰는 사이 조홍이 기어이 출전하고 만다. 뒤늦게 따라가지만 그대로 복병에 당해 동관을 잃는다. 이후 포판진을 건너 황하 서쪽을 점거하고 관중군을 협공한다.
한중 전투에서는 부장 왕평의 조언을 듣지 않고 배수진의 각오로 한수를 건너 촉군을 공격했다가 패한다. 간신히 진영으로 돌아와서는 자신을 구하러 오지 않은 왕평을 죽이려 한다. 왕평은 그랬으면 진영마저 잃었을 것이라며 패전의 책임은 서황에게 있다고 격하게 반발한 끝에 유비에게 투항한다. 그 뒤 번성을 구원하러 달려가 양동, 유인, 복병을 자유자재로 구사하여 관평과 요화를 몰아내고 언성과 사총을 손에 넣는다. 직접 응전하러 나온 관우와의 대화는 연의에도 삽입되었다. 오른팔이 성치 않은 관우와 80여 합을 겨룬다. 결국 번성을 구하는 데 성공하고 조조로부터 사서와 비슷한 칭찬을 듣는다. 최후는 상용 전투에 선봉으로 나섰다가 맹달이 쏜 화살에 이마를 맞아 59세의 나이로 사망하는 것으로 꾸며졌다.

## 가계
- 아들 : 서개(徐蓋)
  - 손자 : 서패(徐覇)

## 같이 보기
- 오자양장
- 삼국지 인물 목록

## 참고 문헌
- 《삼국지》17권 위서 제17 서황
- 《삼국지》1권 위서 제1 무제 조조